# Campionats del món de ciclocròs de 1979
Els Campionats del món de ciclocròs de 1979 foren la 30a edició dels mundials de la modalitat de ciclocròs i es disputaren el 28 de gener de 1979 a Saccolongo, Pàdua, Itàlia. Per primera vegada es disputà la prova júnior i foren tres les proves disputades.

## Resultats
| Prova         | Or                           | Or         | Plata                              | Plata    | Bronze                    | Bronze   |
| Cursa elit    | Albert Zweifel · Suïssa      | 1h 28' 33" | Gilles Blaser · Suïssa             | + 4' 03" | Robert Vermeire · Bèlgica | + 8' 21" |
| Cursa amateur | Vito Di Tano · Itàlia        | 1h 10' 17" | Hennie Stamsnijder · Països Baixos | + 41"    | Ueli Müller · Suïssa      | + 1' 06" |
| Cursa júnior  | José Iñaki Vijandi · Espanya | 50' 43"    | Bart Musschoolt · Bèlgica          | + 58"    | Heinz Matschke · RFA      | + 1' 35" |

## Classificacions

### Classificació de la prova elit
| Pos. | Ciclista        | País       | Temps      |
| ---- | --------------- | ---------- | ---------- |
|      | Albert Zweifel  | Suïssa     | 1h 28' 33" |
|      | Gilles Blaser   | Suïssa     | + 4' 03"   |
|      | Robert Vermeire | Bèlgica    | + 8' 21"   |
| 4    | Jan Teugels     | Bèlgica    | + 9' 27"   |
| 5    | Erwin Lienhard  | Suïssa     | + 10' 33"  |
| 6    | Richard Steiner | Suïssa     | + 12' 18"  |
| 7    | Lucien Zeimes   | Luxemburg  | + 17' 08"  |
| 8    | Juan Gorostidi  | Espanya    | + 1 volta  |
| 9    | Giuseppe Fatato | Itàlia     | + 1 volta  |
| 10   | Eric Stone      | Regne Unit | + 1 volta  |

### Classificació de la prova amateur
| Pos. | Cycliste             | Pays          | Temps      |
| ---- | -------------------- | ------------- | ---------- |
|      | Vito Di Tano         | Itàlia        | 1h 10' 17" |
|      | Hennie Stamsnijder   | Països Baixos | + 41"      |
|      | Ueli Müller          | Suïssa        | + 1' 06"   |
| 4    | Franco Vagneur       | Itàlia        | + 1' 11"   |
| 5    | Tadeusz Steinke      | Polònia       | + 1' 14"   |
| 6    | Mieczysław Cielecki  | Polònia       | + 1' 21"   |
| 7    | Herman Snoeyink      | Països Baixos | + 1' 39"   |
| 8    | Grzegorz Jaroszewski | Polònia       | + 1' 50"   |
| 9    | Andrzej Mąkowski     | Polònia       | + 2' 07"   |
| 10   | Fritz Saladin        | Suïssa        | + 2' 19"   |

### Classificació de la prova júnior
| Pos. | Cycliste           | Pays           | Temps    |
| ---- | ------------------ | -------------- | -------- |
|      | José Iñaki Vijandi | Espanya        | 50' 43"  |
|      | Bart Musschoolt    | Bèlgica        | + 58"    |
|      | Heinz Matschke     | RFA            | + 1' 35" |
| 4    | Radomír Šimůnek    | Txecoslovàquia | + 1' 53" |
| 5    | Jokin Mujika       | Espanya        | + 1' 54" |
| 6    | Eddy De Bie        | Bèlgica        | + 2' 07" |
| 7    | Kurt Meier         | Suïssa         | + 2' 15" |
| 8    | Nico Verhoeven     | Bèlgica        | + 2' 34" |
| 9    | Heino Pöhlmann     | RFA            | + 2' 44" |
| 10   | Eric Vanderaerden  | Bèlgica        | + 3' 03" |

## Medaller
| Pos. | País          | Or | Plata | Bronze | Total |
| 1    | Suïssa        | 1  | 1     | 1      | 3     |
| 2    | Espanya       | 1  | 0     | 0      | 1     |
| 2    | Itàlia        | 1  | 0     | 0      | 1     |
| 4    | Bèlgica       | 0  | 1     | 1      | 2     |
| 5    | Països Baixos | 0  | 1     | 0      | 1     |
| 6    | RFA           | 0  | 0     | 1      | 1     |